# ホーカ・シリーズ
ホーカ・シリーズ（Hoka series）とは、ポール・アンダースンとゴードン・R・ディクスンによるユーモアSF小説シリーズ作品。複数の短編と1編の長編からなる。

## 概要
ホーカとは作中に登場する異星人の種族名である。ホーカたちが地球の歴史やフィクションを模倣し、その結果生じる騒動に主人公が振り回されるというのが短編の毎回のパターンとなっている。
アンダースンは、ディクスンがユーモアに満ちた第1稿を執筆してアンダースンに渡し、ディクスンが説明していない箇所を説明するなどの作業をアンダースンが行うという手順で執筆したと語っている。

## あらすじ
星間調査部隊少尉であるアレグザンダー・ジョーンズ（アレックス）は、30年ほど前に1度人類が訪れたきりの惑星トーカに不時着した。母艦の救援を受けるために旅を始めたアレックスが遭遇したのは、西部開拓時代の衣装を纏い英語を話す——テディ・ベアだった。（第1作「ガルチ渓谷の対決」）

## 登場人物
アレグザンダー・ブレスウェイト・ジョーンズ
短編の主人公で地球人。作中では主に「アレックス」と表記され、ミドルネームを含めて表記されることはまれである。
第1作である「ガルチ渓谷の対決」では世界連邦共和国外務省文化振興局星間調査部隊に所属する少尉だが、時系列上の第2作である「ドン・ジョーンズ」での騒動の結果、退役の後トーカの全権大使に任命される。
ホーカ
短編の舞台である惑星トーカに生息する知的生命体種族。身長は1メートルほどで、手に指があることを除けば巨大なテディ・ベアのような外見をしている。固有の言語を有するが、「歴史的骨董品」とされ、作中ではごくわずかの単語を除いて登場しない。
「既知の宇宙において……（中略）……もっとも想像力に富む種族」とされ、彼らが気に入った物語や史実があった場合はそれを再現する。その再現の度合いは徹底しており、19世紀末のロンドンをモデルにした地区ではシャーロック・ホームズシリーズにのっとり、凶悪犯罪の捜査はスコットランド・ヤードでは力不足でシャーロック・ホームズに頼ることになっている。また、魅力的な物語に出くわすとそれまで演じてきた役割よりも新しい物語での役割に演じかえることもある
ただし、これらは彼らの知能の欠如を意味するものではなく、逆に優れた知能を費やして短期間のうちに再現に必要な知識を吸収している。

## 作品リスト
1. The Sheriff of Canyon Gulch （"Other Worlds" 1951年5月号）
2. In Hoka Signo Vinces （"Other Worlds" 1953年6月号）
3. The Adventure of the Misplaced Hound （"Universe" 1953年12月号）
4. Yo Ho Hoka! （"F&SF" 1955年3月号）
5. The Tiddlywink Warriors （"F&SF" 1955年8月号）
6. Joy in Mudville （"F&SF" 1955年11月号）
7. Don Jones （"Earthman's Burden"（書き下ろし）, 1957年）
8. Undiplomatic Immunity （"F&SF" 1957年5月号）
9. Full Pack （"F&SF" 1957年10月号）
10. Star Prince Charlie
11. The Napoleon Crime （"Analog" 1983年3月号）

## 既刊
Earthman's Burden （1957）
（日本語訳 『地球人のお荷物』 ハヤカワ文庫SF（早川書房）ISBN 4-15-010068-3）
短編集。以下を収録。原題はラドヤード・キップリングの詩『White Man's Burden（白人の責務）』に由来
- "The Sheriff of Canyon Gulch"（「ガルチ渓谷の対決」）
- "Don Jones"（「ドン・ジョーンズ」） ドン・ジョヴァンニのパロディ
- "In Hoka Signo Vinces"（「進め、宇宙パトロール!」）
- "The Adventure of the Misplaced Hound"（「バスカヴィル家の宇宙犬」）
- "Yo Ho Hoka!"（「ヨー・ホー・ホーカ!」）
- "The Tiddlywink Warriors"（「諸君、突撃だ!」）

Hoka! （1983）
（日本語訳 『くたばれスネイクス!』ハヤカワ文庫SF（早川書房）ISBN 4-15-010721-1）
短編集。以下を収録。
- "Joy in Mudville"（「くたばれスネイクス!」）
- "Undiplomatic Immunity"（「スパイを捕まえろ」）
- "Full Pack"（「ホーカミの群れ」）　ジャングル・ブック (小説)のパロディ
- "The Napoleon Crime"（「ナポレオン事件」）

Star Prince Charlie　（1975）
（日本語訳 『星の王子チャーリー』（立風書房）
（日本語訳 『がんばれチャーリー』ハヤカワ文庫SF（早川書房） ISBN 4-15-010791-2）
長編。